# Suspensorium

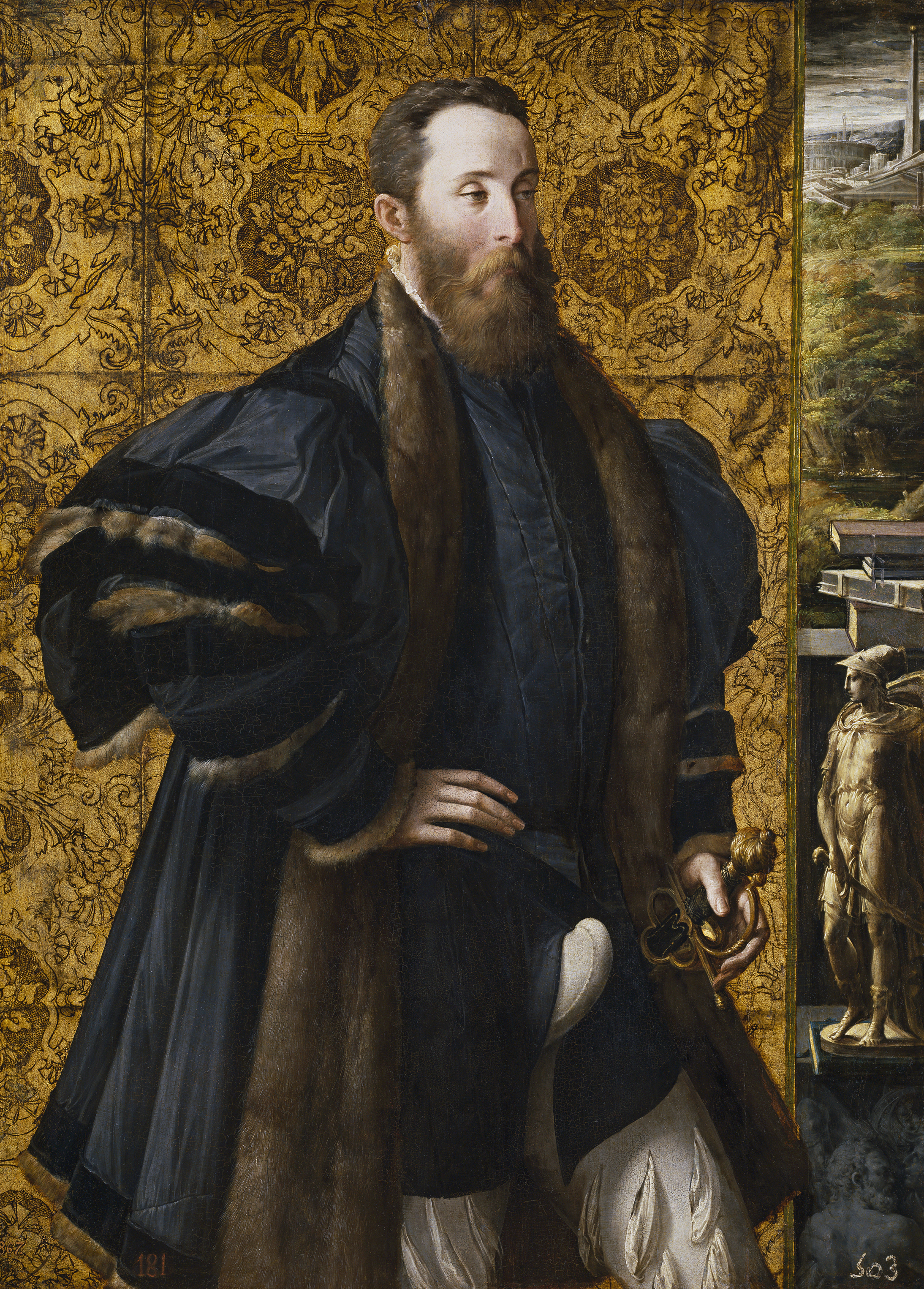
portret Pietro Maria Rossi hrabiego San Secondo z widocznym suspensorium1

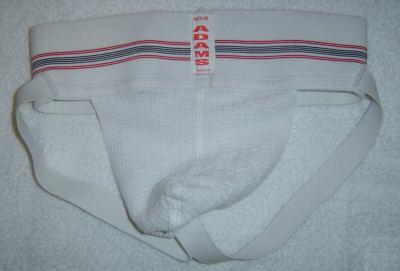
Suspensorium

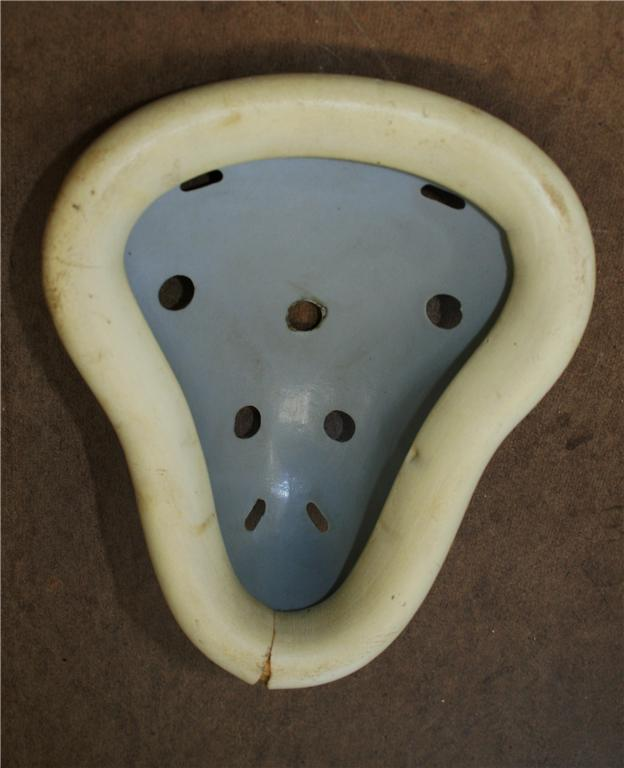
Suspensorium

Suspensorium (łac. suspensus ‘zawieszony’) – dodatek do męskiego stroju popularny w średniowieczu. 
Pojawił się w wieku XV jako odpowiedź na nowe trendy w modzie męskiej, skrócenie elementów ubioru męskiego, tuniki i dubletu, co skutkowało odsłonięciem genitaliów i spotykało się ze słowami krytyki ze strony pruderyjnej części społeczeństwa. 
W roku 1429 włoski ksiądz w kazaniu skrytykował rodziców ubierający swoich synów w  dublet sięgający tylko pępka i pończochy z małym skrawkiem z przodu i z tyłu, tak iż pokazują dużo ciała sodomitom  a w roku 1463 angielski parlament zarządzeniem nakazał mężczyznom zakrywać swoje intymne członki i pośladki. 
Odpowiedzią na krytykę było wprowadzenie do stroju elementu w postaci trójkątnego skrawka materiału wszywanego w pończochy na dole i tunikę u góry mającego zapewnić osłonięcie genitaliów i zachowanie skromności. Z czasem zaczęto dla wygody wypełniać suepsensorium wyściółką co prowadziło do jego powiększenia, w dalszym czasie suspensoria zaczęto ozdabiać haftem, jedwabnymi lub aksamitnymi nićmi a także klejnotami i jeszcze bardziej powiększać. Stawało się ono coraz bardziej okazałe, widoczne i zaczęto je kształtować fallicznie ku górze. W wieku XVI osiągnęło imponujące rozmiary a także uczyniono je elementem zbroi ochraniającym męskie genitalia, łatwym do zdjęcia w celu wykonania czynności fizjologicznych.  
Popularność suspensorium trwała do drugiej połowy XVI wieku, na początku XVII wieku zaczęło być wypierane przez nowe trendy w modzie a w XIX uznano je za żenujący element stroju, do tego stopnia, że suspensoria znajdujące się w kolekcji jednego z wiktoriańskich muzeów skatalogowano jako poduszki naramienne. 
Współcześnie podpaska mosznowa noszona jest przy chorobach jąder oraz przez sportowców w celu ochrony genitaliów (np. przez hokeistów czy  bokserów). Składa się z ochraniacza przymocowanego tasiemkami do opaski otaczającej biodra. 
w roku 1971 Stanley Kubrick wykorzystał suspensorium w stroju postaci gangu gwałcicieli w filmie Mechaniczna pomarańcza.